# 拉乌夫·奥尔贝

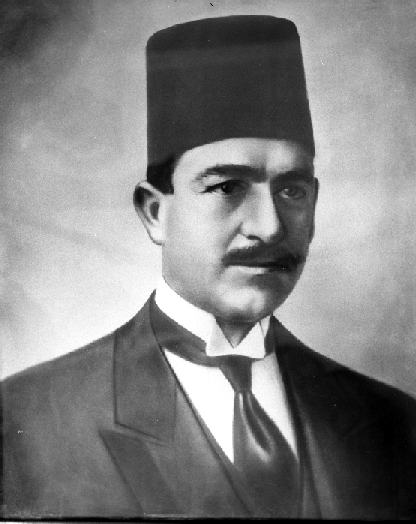
侯赛因·拉乌夫·奥尔贝

侯赛因·拉乌夫·奥尔贝（土耳其語：Hüseyin Rauf Orbay，1881年7月27日—1964年7月16日），土耳其海军将领、外交官和进步共和党政要。奥尔贝出身于阿布哈兹裔家庭，曾作为奥斯曼帝国海军将领在第一次巴尔干战争中战功卓著，之后在一战期间升任海军参谋长。他于1918年10月率领帝国代表团签订了《穆兹罗斯停战协定》。土耳其独立战争爆发后，奥尔贝加入了穆斯塔法·凯末尔的阵营，并在1922年至1923年间出任临时政府总理。